# Vierge de Crevole
La Vierge de Crevole est une peinture de Duccio di Buoninsegna datant de 1283-1284 conservée au Museo dell'Opera Metropolitana del Duomo de Sienne.

## Histoire
La peinture, initialement réalisée pour l'église Santi Pietro e Paolo à Montepescini (it)  (Murlo, province de Sienne) fut transférée à l'ermitage de Montespecchio. À la suite de la suppression des ordres monastiques en 1805, on la retrouve dans l'église Santa Cecilia à Crevole, frazione de Murlo en province de Sienne ; l'œuvre, non signée, fut transmise ensuite au musée actuel qui l'attribua à un Duccio jeune.

## Iconographie
Il s'agit d'une Vierge à l'Enfant, une Madone représentée  accompagnée de deux anges dans les cieux.

## Description
La Vierge représentée en buste, porte l'Enfant qui tend un bras vers son visage, touchant de sa main droite un fichu rouge (comme une des  manches de sa chemise et son col). Elle a donc la tête inclinée et tourne le regard vers le spectateur. Elle est vêtue et coiffée de noir filé d'or. Deux anges dans les coins haut du tableau émergent de nuages. Le fond est doré.
La figure de l'Enfant Jésus est plus adulte qu'enfantine tout comme les proportions de son corps.

## Analyse
La facture est nettement byzantine (fond d'or et plis du vêtement plus dessinés que peints, doigts exagérément longs et effilés), avec l'usage gothique de la perspective inversée (taille des anges réduite sur une profondeur spatiale absente). 
La similitude avec une œuvre contemporaine de Cimabue, la Madonna di Castelfiorentino, appuie le standard que cette composition représentait au Trecento.  